# Julien Pauwels
Julien Pauwels (Nevele, 21 november 1929 – Noorwegen, 28 juni 2007) was een Gentse belleman.
Reeds in 1972 was hij belleman in de gemeente Drongen. Door de fusie van gemeenten kwam hij in Gent terecht. In 1978 opende hij voor de eerste keer de Gentse Feestenstoet. In 1988 werd hij aangesteld als officiële Gentse belleman.
Julien Pauwels richtte in 1984 de Orde van de Belleman op. Hij nam deel aan het eerste wereldkampioenschap voor Bellemannen en hij werd als enige Europeaan verkozen als sympathiekste Town Crier.
Pauwels leed aan mondbodemkanker en moest begin 2007 stoppen met het uitroepen van berichten. Hij gaf zijn taak door aan 2 opvolgers: Jean-Pierre Van De Perre (1930-2021) en Willy Van De Putte. Pauwels overleed uiteindelijk tijdens een vakantie in Noorwegen aan zijn ziekte.